# 시칸

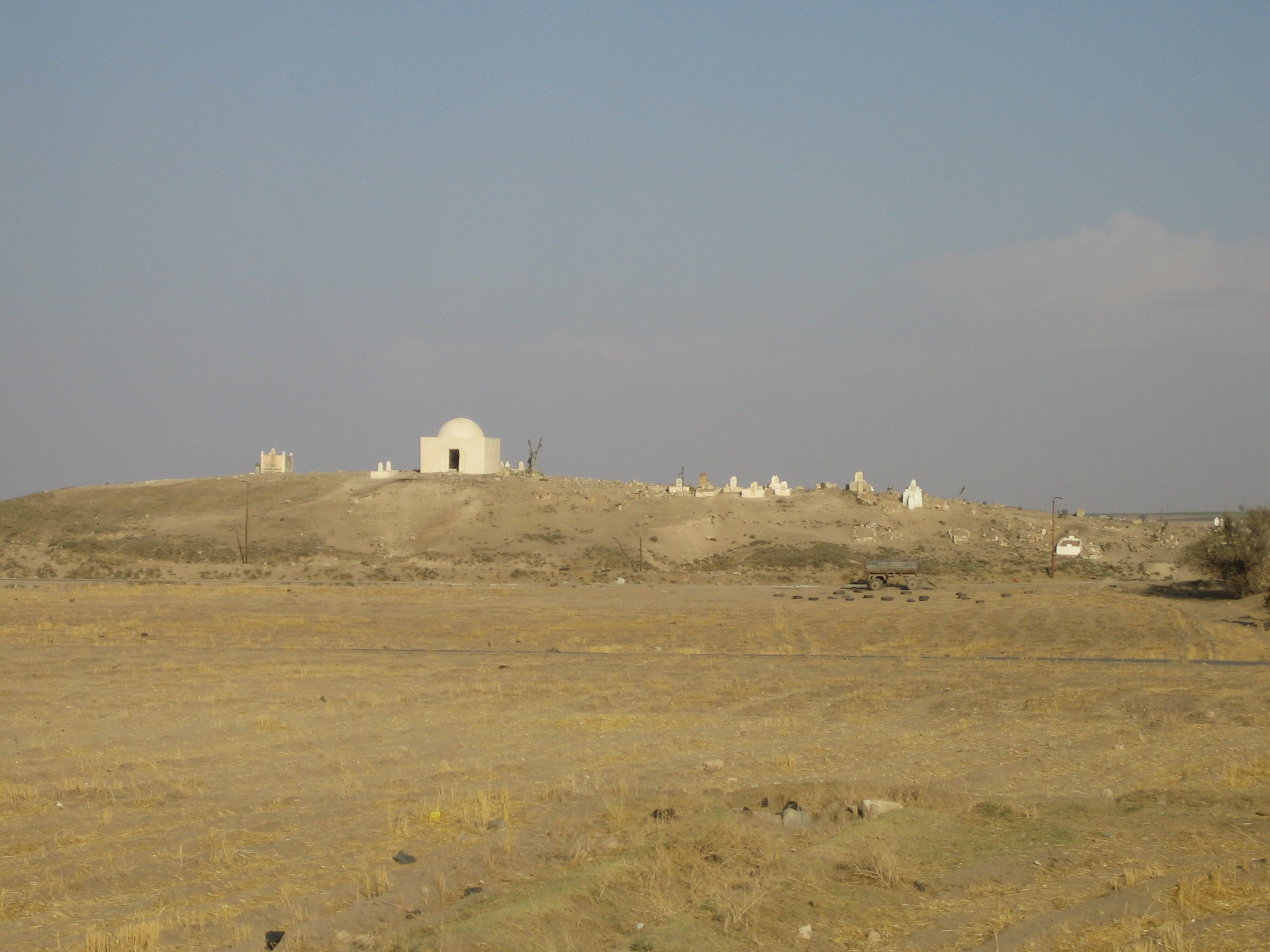
텔 엘 파카리야

텔 엘 파카리야(Tell Fekheriye)는 카부르 강 분지의 고대 도시로 북 시리아의 알 하사카 주에 있다. 그곳은 미탄니의 수도 와슈칸니로 주장된다.
근처에 여러 유적이 있는데
- 텔 엘 파카리야
- 라스 엘 '아인
- 텔 할라프

신 아시리아 도시 시칸은 미탄니의 후르 수도 와슈칸니로 확인된다. 시칸이라는 이름은 후르어 또는 인도아리아 원어의 아시리아 버전으로 (와)시칸(니)가 된다.

## 같이 보기
- 미탄니